# Anayama Nobukimi
Anayama Nobukimi (穴山信君?   fallecido en 1582), también conocido como Anayama Baisetsu fue un samurái japonés del período Sengoku, sobrino de Takeda Shingen y uno de sus Veinticuatro Generales.

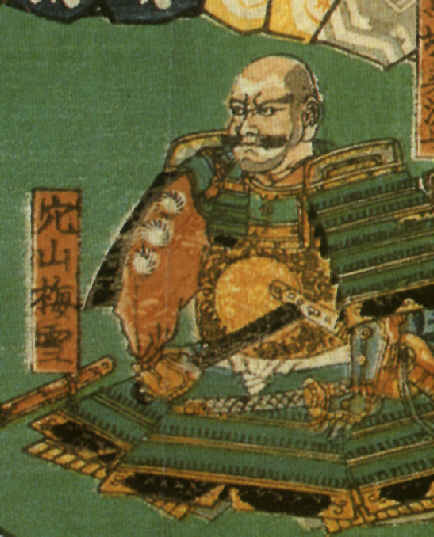
Anayama Baisetsu

Peleó para el clan Takeda durante las batallas de Kawanakajima de 1561, en Mikatagahara de 1572 y en la de Nagashino de 1575. Se le dio un castillo y tierras en la Provincia de Suruga después de que fue tomado en 1569 y permaneció ahí por más de una década. Después de la muerte de Shingen siguió bajo el mando de su hijo Takeda Katsuyori, aunque se sabe que se cambió al bando de Tokugawa poco después de la batalla de Nagashino e incluso lo ayudó en su campaña contra Takeda Katsuyori por motivos desconocidos hasta el día de hoy. Fue recompensado por sus servicios al clan Tokugawa con un feudo en la Provincia de Kai, pero fue asesinado por los simpatizantes del clan Takeda poco tiempo después.